# Arnaldo Weiss
Arnaldo Weiss (Presidente Prudente, 5 de julho de 1930 — São Paulo, 2 de abril de 1989) foi um ator, apresentador, diretor e garoto-propaganda brasileiro. 
Atuou em novelas dezemas de novelas, entre as quais Irmãos Coragem, Selva de Pedra, Pé de Vento, Os Imigrantes, Dona Beija e O Bem Amado. Em trinta e dois anos de carreira realizou mais de quarenta trabalhos para televisão.

## Morte
Arnaldo Weiss faleceu em São Paulo, no dia 2 de abril de 1989, aos 58 anos, de complicações cardíacas decorrentes de um AVC.

## Carreira

### Na televisão
| Ano     | Título                       | Personagem         | Notas                               |
| ------- | ---------------------------- | ------------------ | ----------------------------------- |
| 1988    | Chapadão do Bugre            | Tonico             |                                     |
| 1986    | Dona Beija                   | Coronel Lourenço   |                                     |
| 1985    | Uma Esperança no Ar          | Tadeu              |                                     |
| 1985    | Grande Sertão: Veredas       | Selórico Mendes    |                                     |
| 1984    | Meus Filhos, Minha Vida      | Alex Veiga         |                                     |
| 1984    | Jerônimo                     | Dr. Esperidião     |                                     |
| 1983    | A Justiça de Deus            | Felipe             |                                     |
| 1983    | Sombras do Passado           | Guilherme          |                                     |
| 1982    | Caso Verdade                 | —                  | Episódio: "O Homem do Disco Voador" |
| 1982    | Caso Verdade                 | —                  | Episódio: "Volta ao Lar"            |
| 1981    | Os Imigrantes                | Onofre             |                                     |
| 1981    | Um Homem Muito Especial      | Honorato Leite     |                                     |
| 1980    | Pé de Vento                  | Catiça             |                                     |
| 1978    | Salário Mínimo               | Procópio           |                                     |
| 1977    | O Espantalho                 | Ataliba Mendes     |                                     |
| 1977    | Caso Especial                | —                  | Episódio: "Férias Sem Volta"        |
| 1976    | Os Apóstolos de Judas        | Osvaldo            |                                     |
| 1976    | Tchan, a Grande Sacada       | Campos             |                                     |
| 1975    | A Viagem                     | João               |                                     |
| 1975    | Ovelha Negra                 | —                  |                                     |
| 1974    | A Barba Azul                 | Vicente            |                                     |
| 1974    | Super Manoela                | Nabuco             |                                     |
| 1973    | O Bem Amado                  | Libório            |                                     |
| 1973    | As Divinas... e Maravilhosas | Alfredo            |                                     |
| 1972    | Selva de Pedra               | Seu Chico          |                                     |
| 1972    | Caso Especial                | —                  | Episódio: "Meu Primeiro Baile"      |
| 1972    | Caso Especial                | —                  | Episódio: "Dibuk, o demônio"        |
| 1972    | Jerônimo, o Herói do Sertão  | —                  |                                     |
| 1971    | O Homem que Deve Morrer      | Zacarias           |                                     |
| 1971    | Hospital                     | —                  |                                     |
| 1970    | Irmãos Coragem               | Damião             |                                     |
| 1969    | Algemas de Ouro              | Marenga            |                                     |
| 1968    | A Pequena Órfã               | —                  |                                     |
| 1968    | A Muralha                    | —                  |                                     |
| 1966    | Ninguém Crê em Mim           | Francisco          |                                     |
| 1966    | As Minas de Prata            | —                  |                                     |
| 1965    | Somos Todos Irmãos           | Promotor Gomes     |                                     |
| 1965    | O Ébrio                      | —                  |                                     |
| 1964    | O Segredo de Laura           | —                  |                                     |
| 1964    | Quem Casa com Maria?         | Marco              |                                     |
| 1964    | Banzo                        | Feitor Zeferino    |                                     |
| 1962    | Vigilante Rodoviário         | Mágico             | Episódio: "O Mágico"                |
| 1959    | Grande Teatro Tupi           | Vários personagens |                                     |
| 1958    | Marcelino, Pão e Vinho       | Frei               |                                     |
| 1957-59 | TV de Vanguarda              | Vários personagens |                                     |
| 1957    | Seu Genaro                   | —                  |                                     |

### No cinema
| Ano  | Título                          | Personagem          |
| ---- | ------------------------------- | ------------------- |
| 1981 | Verde Vinho                     | Barman              |
| 1976 | O Sexualista                    | —                   |
| 1971 | O Donzelo                       | —                   |
| 1970 | Cléo e Daniel                   | Assessor do Cardeal |
| 1968 | O Bandido da Luz Vermelha       | —                   |
| 1965 | O Vigilante e os Cinco Valentes | —                   |
| 1955 | Carnaval em Lá Maior            | Hamlet              |
| 1955 | Eva no Brasil                   | Reitor              |

### No teatro[7]
| Ano  | Título                      |
| ---- | --------------------------- |
| 1967 | O Estranho Casal            |
| 1963 | O Melhor Juiz, o Rei        |
| 1963 | O Noviço                    |
| 1962 | Os Fuzis da Senhora Carrar  |
| 1961 | O Testamento do Cangaceiro  |
| 1961 | Pintando de Alegre          |
| 1960 | Revolução na América do Sul |
| 1959 | Gente como a Gente          |
| 1959 | A Farsa da Esposa Perfeita  |
| 1959 | Chapetuba Futebol Clube     |